# Vzpírání na Letních olympijských hrách 1968
Vzpěračské soutěže na Letních olympijských hrách 1968 v Ciudad de México.

## Medailisté

### Muži
| Soutěž  | Zlato                                    | Výsledek | Stříbro                                 | Výsledek | Bronz                                   | Výsledek |
| 56 kg   | Mohammad Nassiri · Írán (IRI)            | 367.5 kg | Imre Földi · Maďarsko (HUN)             | 367.5 kg | Henryk Trębicki · Polsko (POL)          | 357.5 kg |
| 60 kg   | Jošinobu Mijake · Japonsko (JPN)         | 392.5 kg | Dito Shanidze · Sovětský svaz (URS)     | 387.5 kg | Yoshiyuki Miyake · Japonsko (JPN)       | 385.0 kg |
| 67,5 kg | Waldemar Baszanowski · Polsko (POL)      | 437.5 kg | Parviz Jalayer · Írán (IRI)             | 422.5 kg | Marian Zieliński · Polsko (POL)         | 420.0 kg |
| 75 kg   | Viktor Kurentsov · Sovětský svaz (URS)   | 475.0 kg | Masashi Ouchi · Japonsko (JPN)          | 455.0 kg | Károly Bakos · Maďarsko (HUN)           | 440.0 kg |
| 82,5 kg | Boris Selitsky · Sovětský svaz (URS)     | 485.0 kg | Vladimir Belyayev · Sovětský svaz (URS) | 485.0 kg | Norbert Ozimek · Polsko (POL)           | 472.5 kg |
| 90 kg   | Kaarlo Kangasniemi · Finsko (FIN)        | 517.5 kg | Jaan Talts · Sovětský svaz (URS)        | 507.5 kg | Marek Gołąb · Polsko (POL)              | 495.0 kg |
| +90 kg  | Leonid Žabotinskij · Sovětský svaz (URS) | 572.5 kg | Serge Reding · Belgie (BEL)             | 555.0 kg | Joe Dube · Spojené státy americké (USA) | 555.0 kg |

## Přehled medailí
| Pořadí | Země                         | Zlato | Stříbro | Bronz | Celkově |
| ------ | ---------------------------- | ----- | ------- | ----- | ------- |
| 1.     | Sovětský svaz (URS)          | 3     | 3       | 0     | 6       |
| 2.     | Japonsko (JPN)               | 1     | 1       | 1     | 3       |
| 3.     | Írán (IRI)                   | 1     | 1       | 0     | 2       |
| 4.     | Polsko (POL)                 | 1     | 0       | 4     | 5       |
| 5.     | Finsko (FIN)                 | 1     | 0       | 0     | 1       |
| 6.     | Maďarsko (HUN)               | 0     | 1       | 1     | 2       |
| 7.     | Belgie (BEL)                 | 0     | 1       | 0     | 1       |
| 8.     | Spojené státy americké (USA) | 0     | 0       | 1     | 1       |
| Celkem | Celkem                       | 7     | 7       | 7     | 21      |